# Marienkapelle (Unterbruch)
Koordinaten: 51° 4′ 44″ N, 6° 7′ 40″ O
Die Marienkapelle, auch als Feldkapelle bekannt, befindet sich im Ortsteil Unterbruch der Stadt Heinsberg in Nordrhein-Westfalen.

## Lage
Die kleine Kapelle steht am Rande eines Feldes zwischen dem Ortsrand von Girmen und dem Sportplatz und ist von Bäumen umgeben.

## Geschichte
Die kleine Kapelle wurde im Jahr 1963 von den Nachbarschaften Girmes und Rolland aus Spendenmitteln errichtet. Die Kapelle wurde mit einer Fatima Madonna und einem Altar ausgestattet. In den Altar wurde eine Berührungsreliquie der Seherkinder von Fatima eingemauert. Am 7. Juli 1963 wurde die Marienkapelle von Pfarrer Pesch eingeweiht.

## Architektur
Das Gebäude ist ein kleiner, apsisartiger Backsteinbau mit einer großen, rechteckigen Öffnung. Das Dach ist eine in der Mitte gewölbte Betondecke, die über das Mauerwerk hinaus von vier Stahlstützen getragen wird. Das Dach ist mit einem Kapellenkreuz bekrönt. Der Fußboden ist mit Natursteinplatten gefliest. Der Eingangsbereich ist mit einer Gittertüre aus Schmiedeeisen verziert.

## Galerie

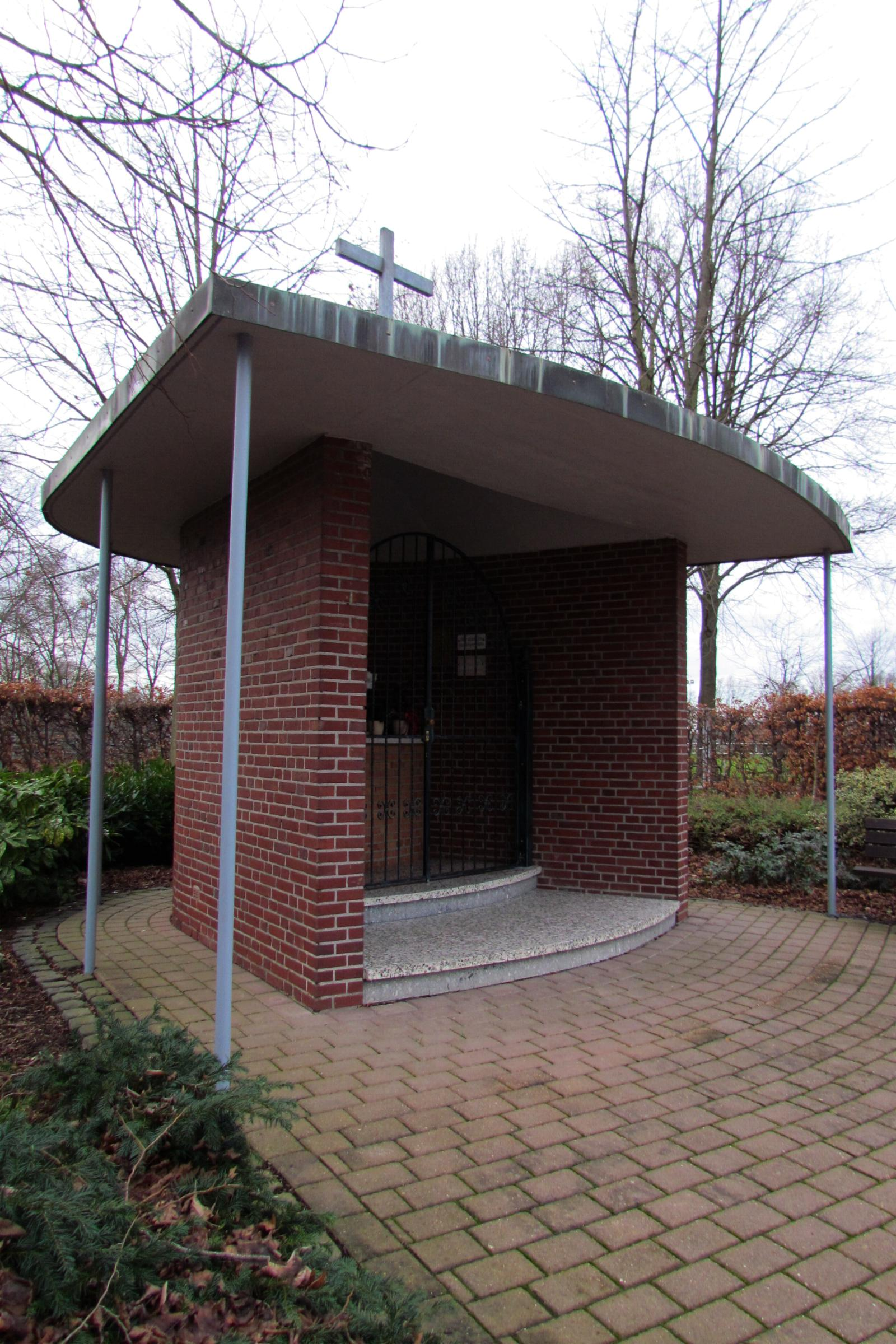
Seitenansicht
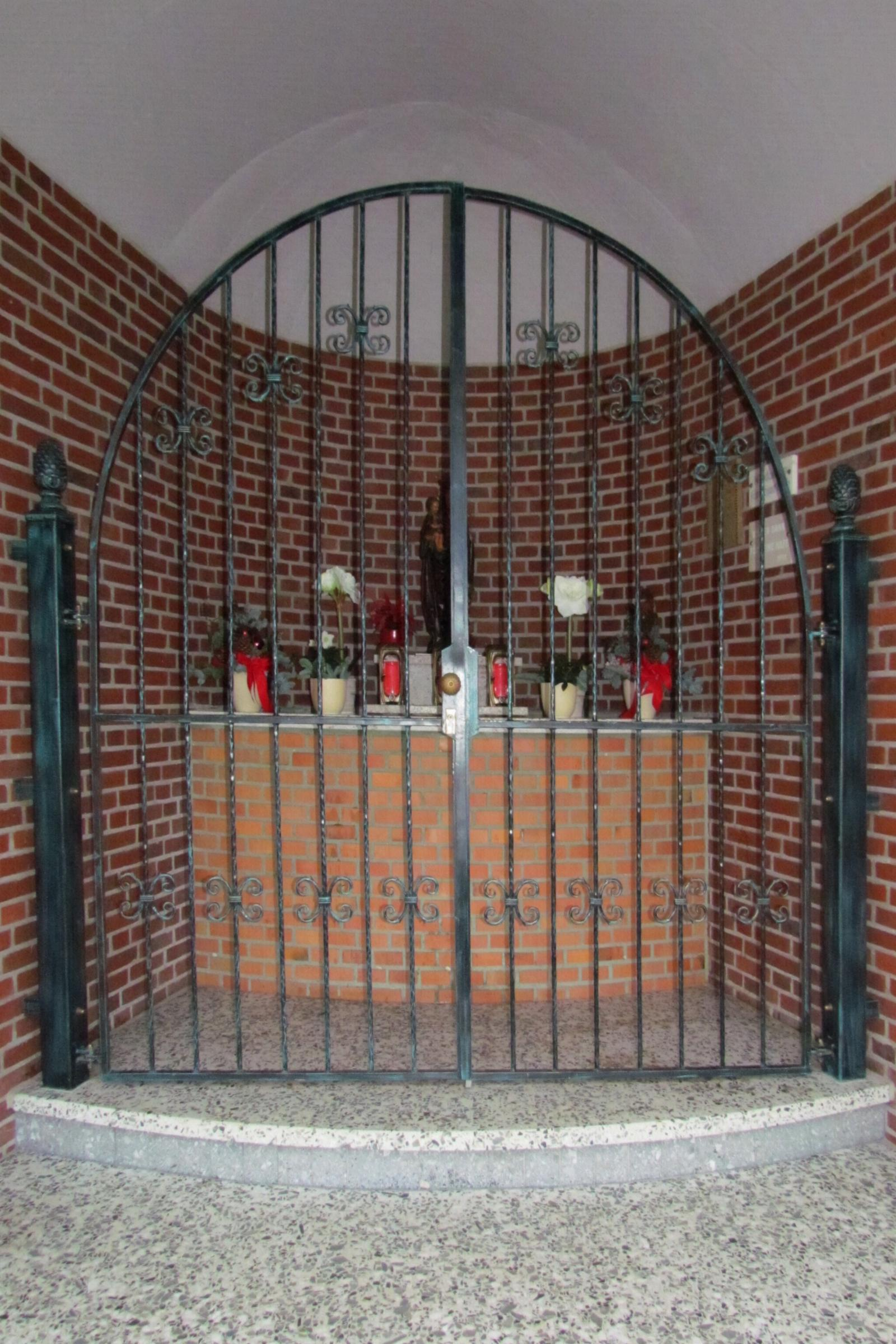
Eingangsbereich
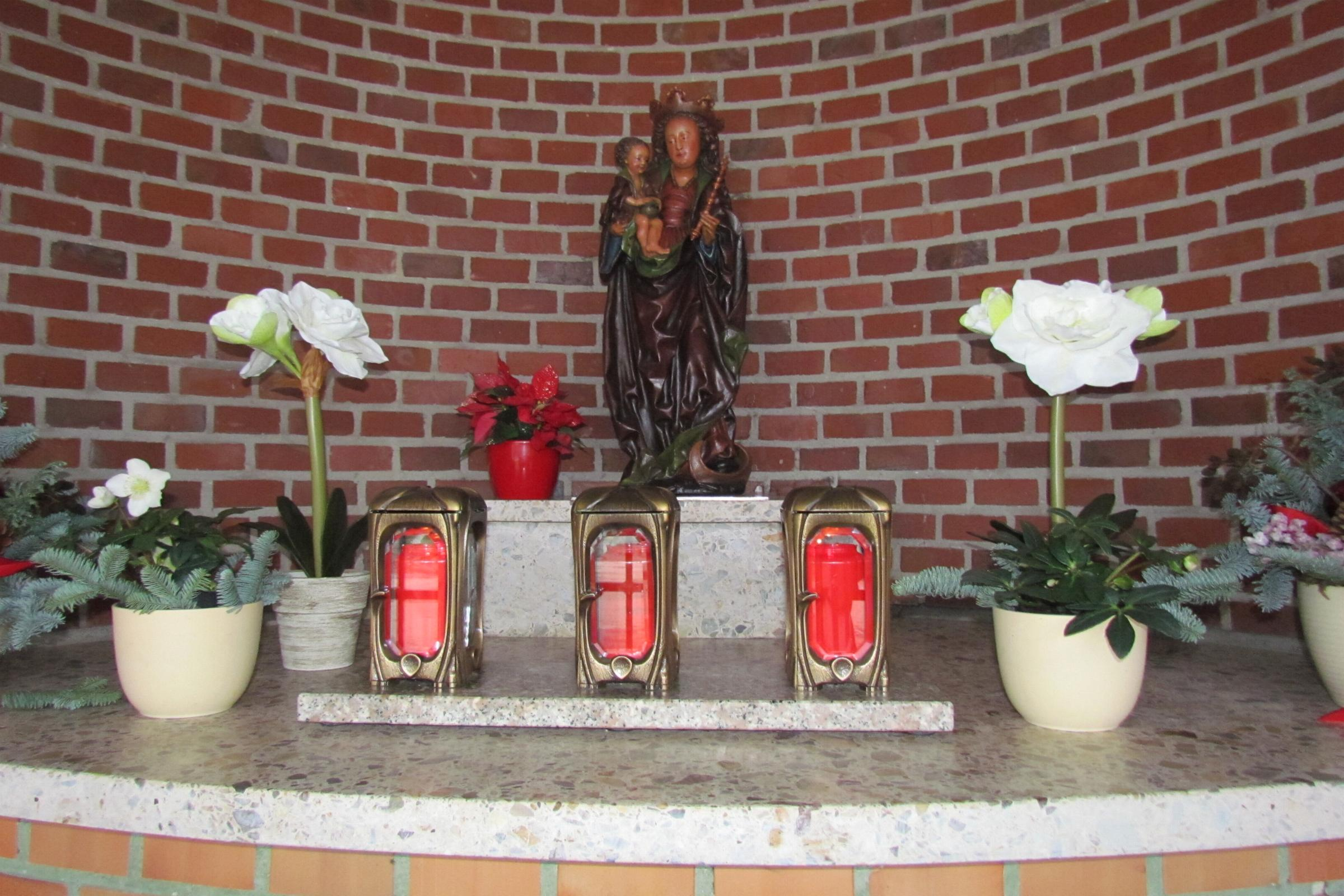
Altarbereich